# Ładzin (gromada)
Ładzin – dawna gromada, czyli najmniejsza jednostka podziału terytorialnego Polskiej Rzeczypospolitej Ludowej w latach 1954–1972.
Gromady, z gromadzkimi radami narodowymi (GRN) jako organami władzy najniższego stopnia na wsi, funkcjonowały od reformy reorganizującej administrację wiejską przeprowadzonej jesienią 1954 do momentu ich zniesienia z dniem 1 stycznia 1973, tym samym wypierając organizację gminną w latach 1954–1972.
Gromadę Ładzin z siedzibą GRN w Ładzinie utworzono – jako jedną z 8759 gromad na obszarze Polski – w powiecie wolińskim w woj. szczecińskim na mocy uchwały nr V/52/54 WRN w Szczecinie z dnia 5 października 1954. W skład jednostki weszły obszary dotychczasowych gromad Darzowice, Jarzębowo, Kodrąb, Kodrąbek, Ładzin i Unin ze zniesionej gminy Dargobądz oraz obszary dotychczasowych gromad Rabiąż i Warnowo ze zniesionej gminy Kołczewo w tymże powiecie. Dla gromady ustalono 14 członków gromadzkiej rady narodowej.
31 grudnia 1959 z gromady Ładzin wyłączono tereny lasów państwowych Nadleśnictwa Warnowo (oddziały 92-102 o powierzchni ok. 172,95 ha), włączając je do miasta Międzyzdroje w tymże powiecie.
Gromada przetrwała do końca 1972 roku, czyli do kolejnej reformy gminnej. 1 stycznia 1973 miejscowość Gosań włączono do Świnoujścia w ramach nowo utworzonego powiatu miejskiego Świnoujście 
(od 2011 znów poza granicami Świnoujścia, jako zniesiona miejscowość w gminie Międzyzdroje).